# Les Martys
Les Martys (okzitanisch Les Martins) ist eine französische Gemeinde mit 307 Einwohnern (Stand 1. Januar 2022) im Département Aude in der Region Okzitanien. Sie gehört zum Arrondissement Carcassonne und zum Kanton  La Vallée de l’Orbiel.

## Nachbargemeinden
Nachbargemeinden von Les Martys sind Fontiers-Cabardès im Nordosten, Caudebronde im Süden, Cuxac-Cabardès im Westen und Laprade im Nordwesten.

## Bevölkerungsentwicklung
| Jahr      | 1962 | 1968 | 1975 | 1982 | 1990 | 1999 | 2013 |
| Einwohner | 243  | 198  | 186  | 188  | 183  | 198  | 269  |